# Dárday Andor

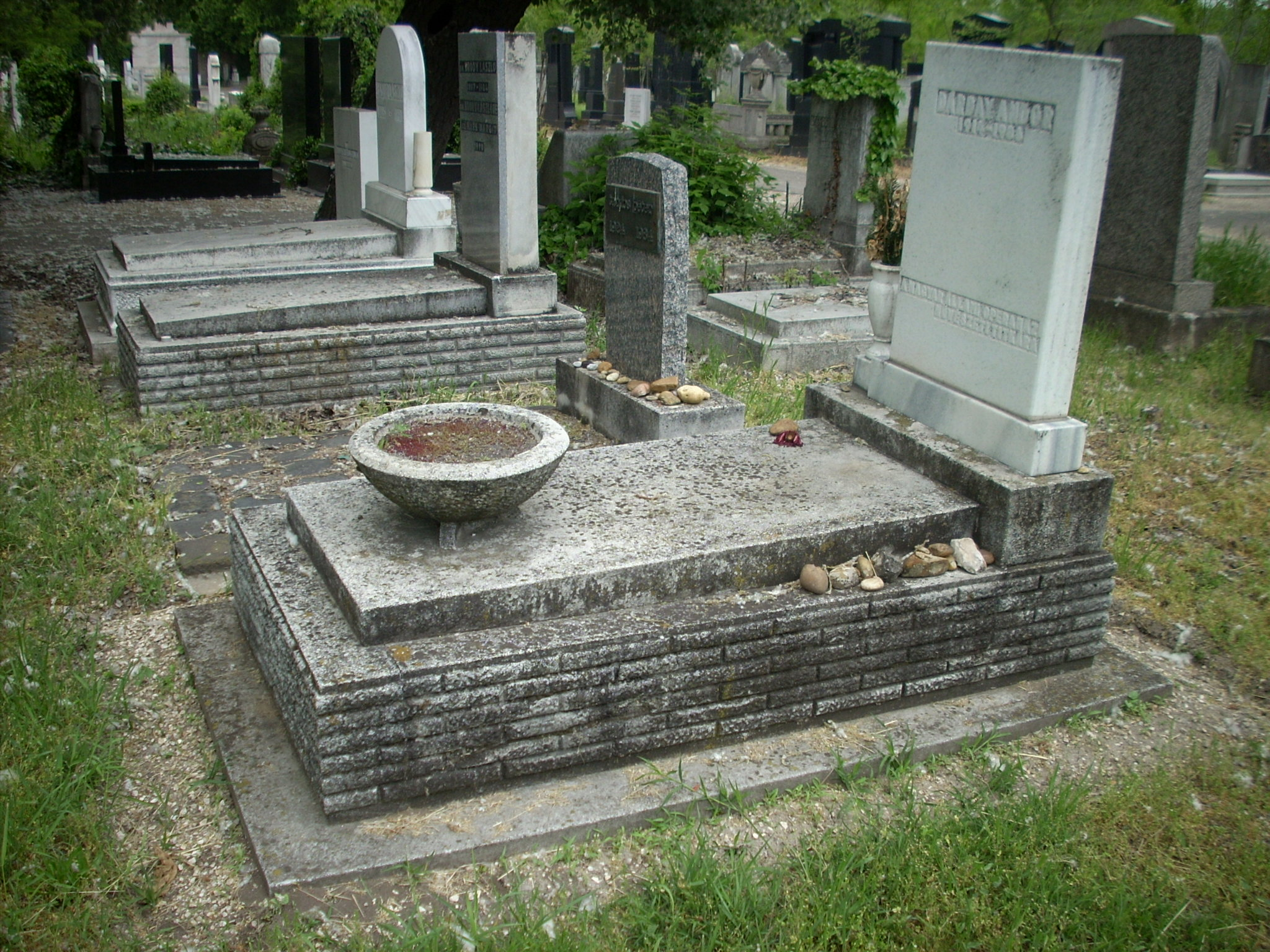
Dárday Andor sírja

Dárday Andor (Tata, 1914. április 25. – Budapest, 1986. február 16.) negyed századon át a Magyar Állami Operaház művészeti titkára, vezetőségének meghatározó alakja volt, amit halála után „örökös tag” címmel ismertek el.

## Élete
1933 és 1938 között Budanovits Mária és Palotay Árpád énekes növendéke volt magánúton. A zsidótörvények miatt csak 1945-ben kerülhetett be az Operaházhoz, a kórus basszus szólamában énekelt, hamarosan énekkari felügyelő lett. Szólófeladatot először 1946. január 19-én kapott a Rózsalovagban. Az 1950-51-es évadtól művészeti titkárnak nevezték ki, s ezt a pozíciót 1976. január 1-jéig töltötte be. Ebben az időszakban számtalan magyar filmben játszott epizódszerepeket. 
Sírja a Kozma utcai izraelita temetőben található.

## Szerepei
- Berté Henrik: Három a kislány – Scharntorff
- Gaetano Donizetti: Don Pasquale – Carlotto
- Kodály Zoltán: Háry János... – Magyar silbak
- Kodály Zoltán: Czinka Panna balladája – Pohárnok
- Ruggero Leoncavallo: Bajazzók – Második pór
- Wolfgang Amadeus Mozart: A varázsfuvola – Harmadik rabszolga
- Otto Nicolai: A windsori víg nők – Negyedik polgár
- Gioachino Rossini: A sevillai borbély – Fiorillo
- Johann Strauss d. S.: A cigánybáró – Kancellár
- Richard Strauss: A rózsalovag – A tábornagyné udvarmestere

## Filmjei
- Föltámadott a tenger (1953)
- Rokonok (1954)
- Fel a fejjel (1954)
- Élet hídja (1955)
- Hannibál tanár úr (1956)
- Mese a 12 találatról (1956)
- Gerolsteini kaland (1957)
- Bakaruhában (1957)
- Felfelé a lejtőn (1958)
- Tegnap (1958)
- Pár lépés a határ (1959)
- Kard és kocka (1959)
- Merénylet (1959)
- Csutak és a szürke ló (1960)
- Puskák és galambok (1961)
- Húsz évre egymástól (1962)
- Pirosbetűs hétköznapok (1962)
- Párbeszéd (1963)
- Ha egyszer húsz év múlva (1964)
- Kár a benzinért (1964)
- Háry János (1965)

## Díjai, kitüntetései
- Munka Érdemrend bronz fokozata
- Munka Érdemrend arany fokozata
- 1971 – Szocialista Kultúráért
- 1995 – a Magyar Állami Operaház örökös tagja (posztumusz)